# Göteborgs barnbördshus
Göteborgs barnbördshus är en byggnad vid Övre Husargatan i stadsdelen Annedal i Göteborg. Den uppfördes åren 1896–1900 efter ritningar av Axel Kumlien och var i bruk som barnbördshus fram till år 1968. Byggnaden används numera av Göteborgs universitet.

## Historia
År 1789 upprättades en barnbördsavdelning vid Sahlgrenska sjukhuset, vilken uppläts på samma liberala villkor som det tidigare i Stockholm öppnade Allmänna barnbördshuset. Det förklarades uttryckligen i reglementet, att barnaföderskorna inte behövde vara försedda med prästbevis. År 1855 inrättades en barnmorskeundervisningsanstalt på samma sjukhus, vars första lärare blev doktor Herman Immanuel Carlson och professor Gustaf Hjort. Ett nytt barnbördshus enligt paviljongsystemet uppfördes år 1872 vid Vasagatan, mitt emot dåvarande Stadsbiblioteket (på nuvarande Handelshögskolans tomt).
Barnbördshuset vid Vasagatan blev för trångt och en större byggnad, ritad av Axel Kumlien, uppfördes under åren 1896–1900. Det utvidgades år 1906 med en tillbyggnad ritad av Otto Dymling och ett elevhem uppfördes år 1921 enligt Ernst Krügers ritningar. Huvudbyggnaden är uppförd i tre våningar med en U-formad sidobyggnad i två våningar. Fasaderna är utförda i rött tegel. Byggnaden byggdes om för Fotohögskolan år 1994 och är upptagen i kommunens bevaringsprogram 1987. Byggnaden ägs av Akademiska Hus. Barnbördsverksamheten flyttades till Östra sjukhuset den 1 februari 1968.

## Galleri

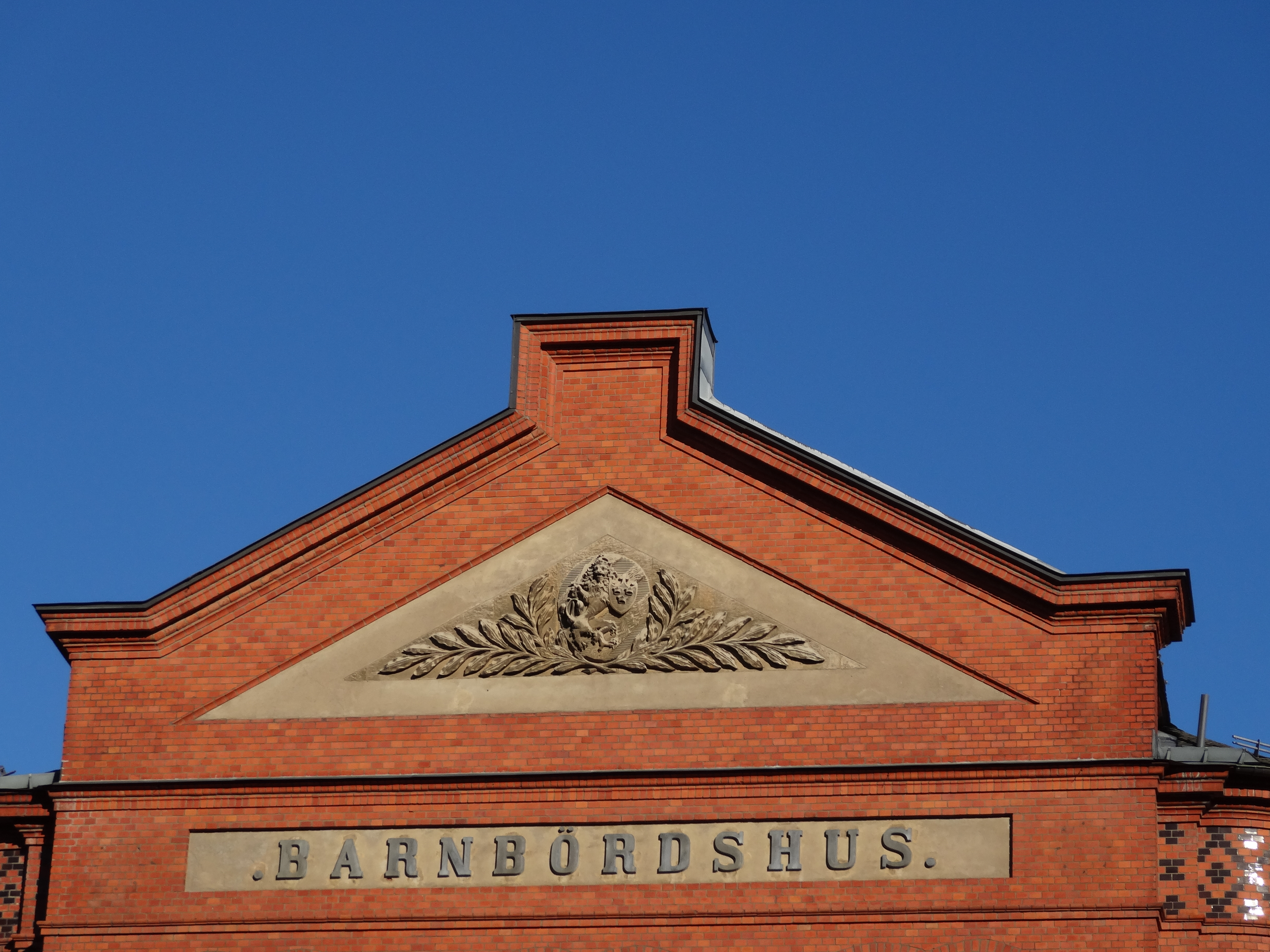
Detalj av fasaden.
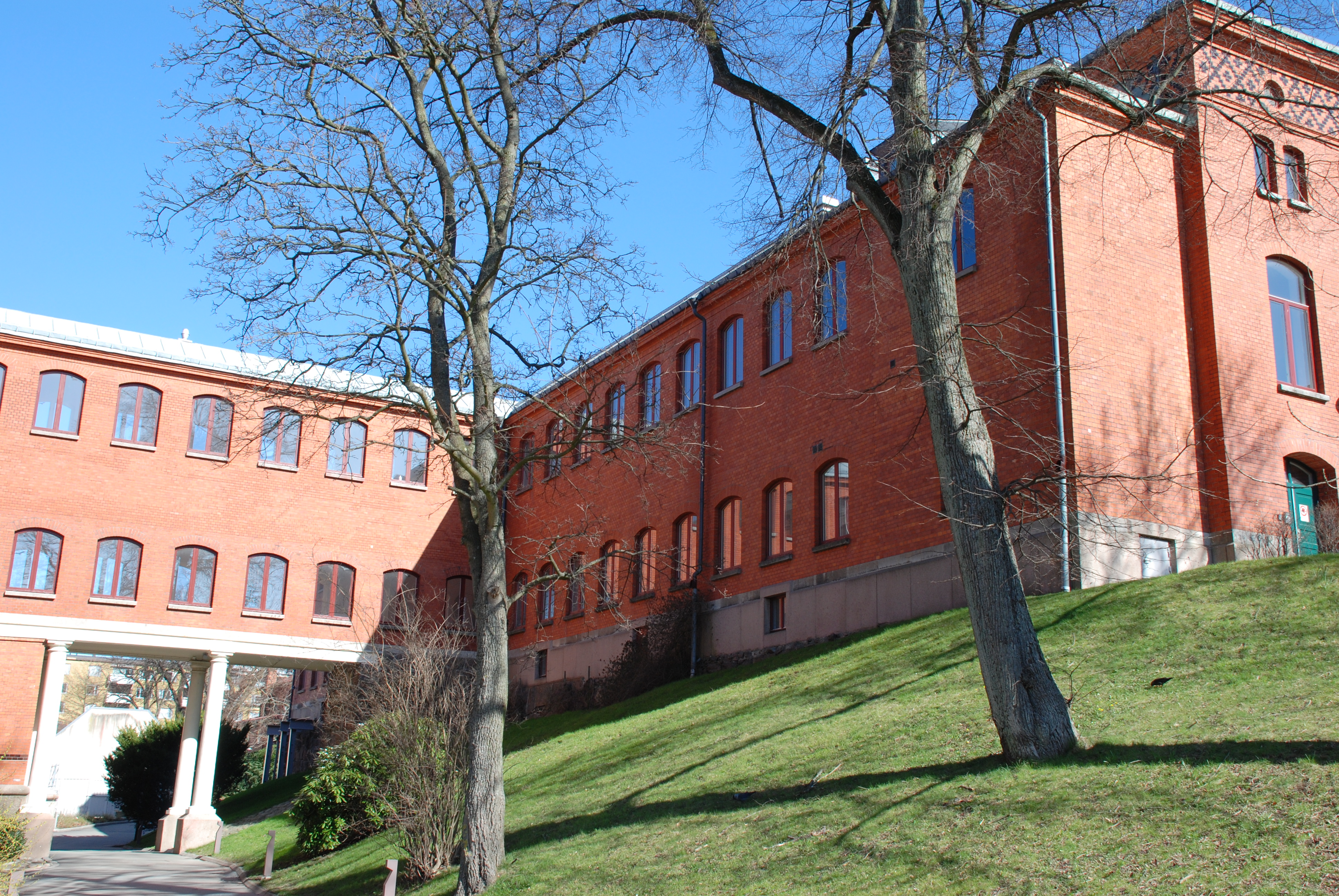
Sammanbindning mellan huvudbyggnaden och sidobyggnaden.
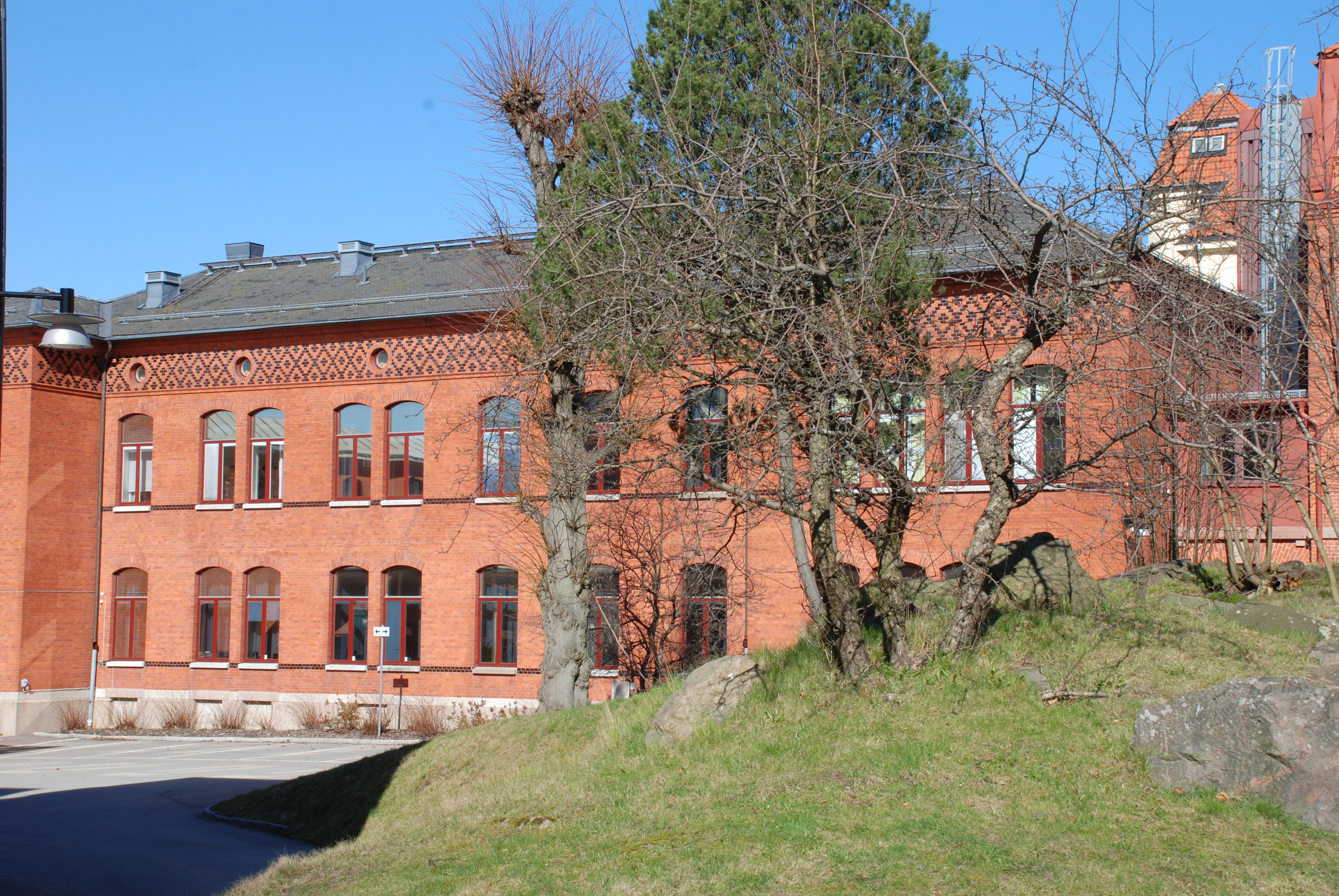
Sidobyggnaden på baksidan.
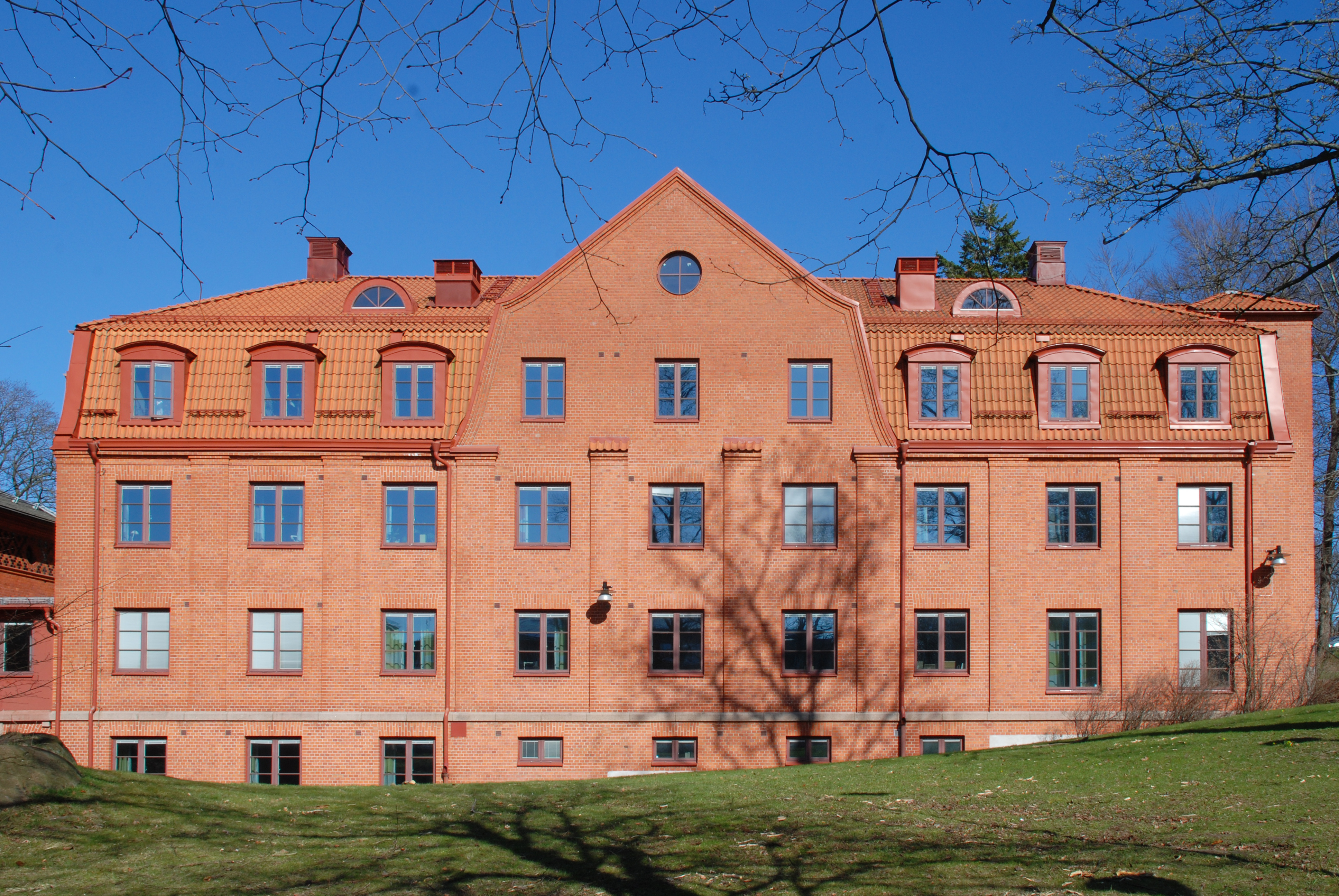
Elevhemmet.